# Paolo Citraro
Paolo Citraro (Misterbianco, 27 settembre 1928 – Misterbianco, 8 febbraio 2023) è stato un pittore, scultore e decoratore italiano.

## Biografia

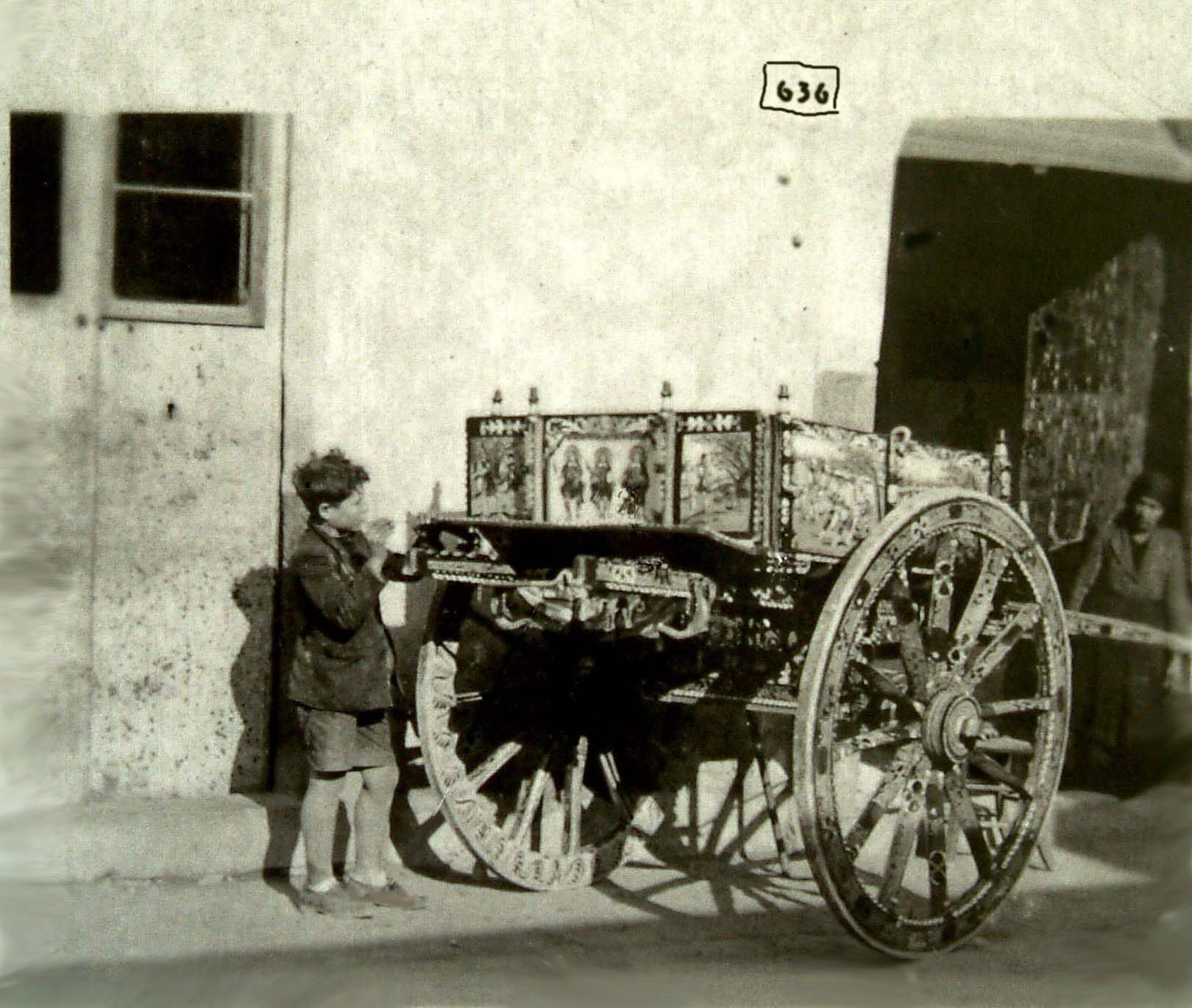
Paolo Citraro nel 1941 mentre pittura un carretto siciliano

Paolo Citraro nacque a Misterbianco, una cittadina alle pendici dell'Etna, il 27 settembre 1928. Nonostante fosse figlio di un carrettiere, mostrò fin da piccolo una predisposizione per il disegno e la pittura. Si appassionò all'opera dei pupi, un'arte tradizionale siciliana che influenzò il suo stile artistico, tanto che disegnava scene di combattimenti tra paladini nel suo quaderno di scuola.
Il suo percorso, che lo portò a diventare un pittore di carretti, fu segnato da incontri significativi con maestri artigiani che riconobbero e alimentarono il suo talento. L'apprendistato presso Giuseppe Caruso e successivamente, nel 1942, presso Antonino Liotta, due figure rappresentative nell'arte dei carretti siciliani, gli permise di affinare la sua tecnica e di esprimere la sua arte in maniera più matura e sofisticata. Il carretto siciliano diventa quindi non solo mezzo di trasporto ma anche simbolo di identità culturale, la tela su cui dipingere la visione del mondo.
Nel corso della sua carriera artistica frequentò lo studio del decoratore Andrea Lombardo, da cui apprese la tecnica della creazione di stucchi ornamentali e decorazioni in oro. Quest'ultima esperienza lo introdusse nel circolo artistico di Catania. Qui, ebbe l'opportunità di incontrare e collaborare con alcuni dei pittori dell'epoca, tra cui Mario Siracusa, Emanuele Di Giovanni, Giuseppe Barone e Benedetto Condorelli. Inoltre conobbe gli scultori Mario Moschetti e Francesco Juvara, imparando a modellare gesso e argilla.
La sua espressione artistica varia dal paesaggio alla natura morta, dal ritratto alla composizione grafica. Le sue opere, realizzate con olio, tempera, acquarello e china, sono testimonianze della sua abilità nel catturare la luce e il colore, elementi che animano ogni sua creazione.
Paolo Citraro è scomparso l'8 febbraio 2023, all'età di 94 anni.

## Opere
- Ritratto del sacerdote Antonino Mazzaglia, olio su tela 100x150 del 1990, dipinto  custodito nella Chiesa San Giuseppe di Misterbianco.[6]
- Ritratto del sacerdote Vincenzo Cannone, olio su tela 100x150 del 1993, dipinto  custodito nella Chiesa San Nicolò di Misterbianco.
- Ritratto del sacerdote Giovanni Condorelli, olio su tela 96x170 del 2017, dipinto  custodito nella Chiesa Madonna delle Grazie di Misterbianco.